# Томберг, Валентин Арнольдович
Валентин Арнольдович Томберг (27 февраля 1900, Санкт-Петербург, Россия — 24 февраля 1973, Майорка, Испания) — русский христианский мистик и философ-герметист; автор значительного в эзотерических кругах труда «Медитации на Таро» (1967; нем. изд. 1972; фр. изд. 1980; рус. изд. 2008).

## Биография
Валентин Томберг родился в Санкт-Петербурге в лютеранской семье. Его отец происходил из Прибалтики. Хотя Томберг воспитывался в протестантском духе, он еще подростком начал интересоваться теософией и мистическими практиками Православной церкви. Эти юношеские увлечения непосредственно сформировали его мировоззрение и во многом определили его дальнейшую судьбу.
С 1917 года Валентин Томберг принимал активное участие в жизни петербургских эзотерических кругов, которые на то время развернули активную деятельность, знакомится с профессором Григорием Мёбесом и Владимиром Шмаковым, штудирует труды Рудольфа Штейнера.
Во время Русской революции родители Томберга были убиты коммунистами-мародерами, а он сам в 1920 году эмигрировал в Эстонию. В первые годы после эмиграции, не имея постоянного источника существования, Томберг вынужден был работать на ферме, в аптеке, санитаром в больнице и почтальоном. Параллельно изучал лингвистику и сравнительное религиоведение в Тартуском университете.
В 1925 году стал членом Антропософского общества, основанного Рудольфом Штейнером.
В начале 1930-х вступил в брак с Марией Демской, этнической полькой католического вероисповедания.
В течение тридцатых годов Томберг опубликовал несколько собственных трудов, которые принесли ему известность в антропософской среде. Вместе с тем, многие из авторитетных представителей антропософии считал его взгляды довольно спорными, в результате чего, в 1940 году Томберг покинул Антропософское общество.
В 1938 году Томберг переехал в Нидерланды. К этому периоду относится в частности курс из семи лекций, прочитанный им в антропософских кругах, известный под общим названием «Внутреннее развитие». С началом Второй Мировой войны Томберг участвовал в антифашистском подполье. В это же время он пришёл к православию, однако вскоре разочаровался в своем выборе, из-за пронацистских симпатий отдельных лидеров местной ячейки Русской православной церкви.
В конце Второй Мировой войны Валентин Томберг получил степень доктора права в Кёльнском университете. Его научным руководителем был профессор фон Гиппель, который впоследствии стал его близким другом. В 1946 году вышли в свет труда Томберга по юриспруденции: «Упадок и возрождение правовой науки» и «Права народов как права Человечества». В это же время Томберг принял католицизм.
В 1948 году Томберг переселился в Великобританию, где работал переводчиком в русской службе Би-би-си. Здесь в 1967 году была завершена основная работа его жизни — «Медитации на Таро: путешествие к истокам христианского герметизма» (оригинальное французское название «Méditations sûr les 22 arcanes majeurs du Tarot»), а впоследствии книга «Завет в сердце», посвящённая Рудольфу Штейнеру.
Последние годы жизни Томберг провел в городке Рединг в графстве Беркшир, со своей женой и единомышленником Марией Демской. Умер 24 февраля 1973 года во время отдыха на Майорке. Жена Томберга пережила его на две недели.

## «Медитации на Таро»
«Медитации на Таро: путешествие к истокам христианского герметизма» (фр. Méditations sur les 22 arcanes majeurs du Tarot) — самый известный труд Валентина Томберга, законченный им в 1967 году. Вышла в свет уже после смерти автора в 1984 году.
Послесловие к первому изданию «Медитаций на Таро» написал выдающийся католический теолог, номинированный в сан кардинала, Ханс фон Бальтазар. Послесловие фон Бальтазара вошло в подавляющее большинство последующих изданий и переводов книги.
Согласно воле Валентина Томберга, «Медитации на Таро» были изданы без указания автора. В послесловии говорится, что автор пожелал остаться неизвестным, чтобы книга могла говорить сама по себе, личностный фактор не мог встать между книгой и ее восприятием читателем. Однако, вскоре после первой публикации имя автора было предано огласке его близкими и членами восстановленного Антропософского центра. В большинстве изданий, даже после выяснения его личности, имя автора традиционно не указывается. Вместе с тем отдельные более поздние переводы «Медитаций на Таро», были напечатаны с указанием авторства. К таким изданиям относится, в частности, русский перевод книги. Другой особенностью российского издания «Медитаций на Таро» является отсутствие послесловия Ханса фон Бальтазара.
Хотя на страницах «Медитаций на Таро» неоднократно подчеркивается принадлежность автора к Католической церкви, отдельные идеи выдвинутые в книге не соответствуют догматам католицизма. Кроме сугубо христианской теологии на концепцию труда ощутимо повлияли идеи антропософии, каббалистики, герметизма (особенно тезисы «Изумрудной скрижали»), а также учение К. Г Юнга. Кроме того, «Медитации на Таро» содержат многочисленные ссылки на классические философские труды.
Книга делится на 22 раздела, каждый из которых посвящён отдельному Большому Аркану Таро. Главы написаны в форме писем к «неизвестному другу» — мнимому единомышленнику и последователю автора. Большие Арканы Таро рассматриваются Томбергом как система духовных упражнений (медитаций) направленных на духовное развитие личности и постепенное постижение христианских истин. И система Таро используется как инструмент для выражения мировоззренческой позиции автора.

## Основные труды
- Lazarus, komm heraus: vier Schriften (Come Forth, Lazarus), a study of Christian mysticism, written in German and published in 1985, ISBN 3-906371-08-5. Translated as Covenant of the Heart and published in English in 1992. Also published as Lazarus, come forth! Meditations of a Christian esotericist on the mysteries of the raising of Lazarus, the Ten Commandments, the Three Kingdoms, and the Breath of Life. ISBN 1-58420-040-5.
- Méditations sur les 22 arcanes majeurs du Tarot (a study of the Tarot of Marseilles) published anonymously in French in 1984 (with a foreword by a Catholic theologian and priest, Hans Urs von Balthasar), and in English as Meditations on the Tarot in 1985. ISBN 1-58542-161-8.
- Christ and Sophia: anthroposophic meditations on the Old Testament, New Testament, and apocalypse, Great Barrington, MA: SteinerBooks, 2006. ISBN 0-88010-565-8.
- Degeneration und Regeneration der Rechtswissenschaft, Bonn: Bouvier, 1974 [German]. ISBN 3-416-01032-9.
- Le Mat itinérant. L’amour et ses symboles. Une méditation chrétienne sur le Tarot. Edition établi et présentée par Friederike Migneco et Volker Zotz. Luxembourg: Kairos Edition 2007 [French with German translation]. ISBN 978-2-9599829-5-8.